# Dallas Wings
Dallas Wings is een basketbalploeg uit Arlington, Texas. Ze spelen in de WNBA met College Park Center als thuisbasis. In 1998 speelde ze onder de naam Detroit Shock met een thuisbasis in The Palace of Auburn Hills, Auburn Hills, Michigan. In 2010 verhuisde de club naar BOK Center, Tulsa, Oklahoma. De naam werd Tulsa Shock. In 2016 verhuisde de club naar Arlington, Texas en werd Dallas Wings.

## Erelijst
Conference Championships:
- 2003 Eastern Conference Champions
- 2006 Eastern Conference Champions
- 2007 Eastern Conference Champions
- 2008 Eastern Conference Champions

WNBA Championships:
- 2003 WNBA Champions
- 2006 WNBA Champions
- 2008 WNBA Champions

## Bekende (oud-)spelers
- Sandy Brondello
- Cindy Brown
- Skylar Diggins-Smith
- Allisha Gray
- Moriah Jefferson
- Glory Johnson
- Taj McWilliams-Franklin
- Deanna Nolan
- Ruth Riley
- Katie Smith
- Sheryl Swoopes